# Karel Kvapil
Karel Kvapil (28. března 1918 Litovel – 10. ledna 1945 Stob ant´Sluichd) byl český palubní navigátor s pilot 311. československé bombardovací perutě a 138. perutě RAF.

## Život

### Před druhou světovou válkou
Karel Kvapil se narodil 28. března 1918 v Litovli. Studium na reálném gymnáziu zakončil maturitou. Stal se armádním letcem. Mezi lety 1936 a 1937 vystudoval školu pro důstojníky letectva v záloze, mezi lety 1937 a 1938 vystudoval Vojenskou akademii v Hranicích. Dosáhl hodnosti poručíka.

### Druhá světová válka
Po německé okupaci opustil Karel Kvapil v létě 1939 ilegálně Protektorát Čechy a Morava a přes Polsko se dostal do Francie. Zatímco čekal na vstup do cizinecké legie, vypukla druhá světová válka a byl tak v říjnu 1939 zařazen k letecké skupině Československé armády v zahraničí. Po pádu Francie v červnu 1940 se evakuoval do Spojeného království. Zde byl 2. srpna téhož roku přijat do Royal Air Force a odeslán do kurzu pro navigátory. Po jeho dokončení byl 11. října zařazen k 311. československé bombardovací peruti, kde působil do 9. října 1941. Od tohoto data létal jako palubní navigátor u 138. perutě, jejímž úkolem bylo letecké spojení z hnutími odporu v zemích obsazených nacistickým Německem. Mj. byl členem posádky dvou neúspěšných pokusů o vysazení výsadku Silver A a to 7. a 30. listopadu 1941. K 25. prosinci 1941 se opět vrátil do 311. perutě, kde do 27. dubna 1942 opět létal na pozici navigátora. K tomuto datu ukončil operační turnus a nastoupil jako instruktor 1429. československé operačně-výcvikové letce. V létě téhož roku byl krátce zařazen k československému leteckému depotu a 10. srpna 1942 zahájil pilotní výcvik. Po jeho ukončení se 14. května 1944 vrátil opět k 311. peruti, ale už jako pilot. Dne 10. ledna 1945 byl kapitánem posádky stroje Airspeed Oxford Mk.I PH404 startujícího ze skotského Tainu k přeletu do Londýna. Stroj se zřítil v prostoru hory Stob ant´Sluichd v pohoří Grampiany. Z důvodu mylného předpokladu, že se stroj zřítil do moře, byl vrak a těla obětí nalezena až po sedmi měsících náhodnými turisty. Pohřben byl 3. září 1945 v československém oddělení hřbitova v Brookwoodu.

## Ocenění

### Vyznamenání
- Československá medaile Za chrabrost před nepřítelem
- 3x Československý válečný kříž 1939

### Posmrtná ocenění
- Karel Kvapil byl v roce 1991 in memoriam povýšen do hodnosti plukovníka